# Allsvenskan de 1963
A Primeira Divisão do Campeonato Sueco de Futebol da temporada 1963, denominada oficialmente de Allsvenskan 1963, foi a 39º edição da principal divisão do futebol sueco. O campeão foi o IFK Norrköping que conquistou seu 11º título na história da competição.

## Classificação final
| Pos. | Equipe          | J  | V  | E | D  | GP | GC | Pts | SG  |
| ---- | --------------- | -- | -- | - | -- | -- | -- | --- | --- |
| 1    | IFK Norrköping  | 22 | 12 | 7 | 3  | 47 | 30 | 31  | +17 |
| 2    | Degerfors IF    | 22 | 14 | 1 | 7  | 48 | 32 | 29  | +16 |
| 3    | AIK Fotboll     | 22 | 10 | 8 | 4  | 42 | 28 | 28  | +14 |
| 4    | Malmö FF        | 22 | 11 | 5 | 6  | 43 | 31 | 27  | +12 |
| 5    | IFK Göteborg    | 22 | 11 | 4 | 7  | 52 | 31 | 26  | +21 |
| 6    | Djurgårdens IF  | 22 | 10 | 6 | 6  | 37 | 34 | 26  | +3  |
| 7    | Örgryte IS      | 22 | 10 | 1 | 11 | 36 | 34 | 21  | +2  |
| 8    | Örebro SK       | 22 | 6  | 8 | 8  | 31 | 33 | 20  | -2  |
| 9    | Helsingborgs IF | 22 | 7  | 5 | 10 | 33 | 47 | 19  | -14 |
| 10   | IF Elfsborg     | 22 | 7  | 4 | 11 | 29 | 42 | 18  | -13 |
| 11   | Hammarby IF     | 22 | 5  | 4 | 13 | 43 | 60 | 14  | -17 |
| 12   | IS Halmia       | 22 | 1  | 3 | 18 | 28 | 67 | 5   | -39 |

## Premiação
| Allsvenskan 1963                    |
| Sweden                              |
| ----------------------------------- |
| IFK NORRKÖPING Campeão (11º título) |